# Nauraj Singh Randhawa
Nauraj Singh Randhawa (Johor Bahru, 27 gennaio 1992) è un altista malaysiano.

## Biografia
Conquista la sua prima medaglia internazionale nel salto in alto nel 2013, ai Giochi della solidarietà islamica di Palembang, mentre nel 2015 vince l'oro ai Giochi del Sud-est asiatico di Singapore.
Nel 2016 prende parte ai Giochi olimpici di Rio de Janeiro, dove però si ferma ai turni di qualificazione. Nel 2017 è nuovamente medaglia d'oro ai Giochi del Sud-est asiatico di Kuala Lumpur e lo stesso anno fa registrare il record malaysiano del salto in alto all'aperto con la misura di 2,30 m.
Nel 2018 si classifica settimo ai Giochi asiatici di Giacarta e nel 2019 arriva sesto ai campionati asiatici di atletica leggera di Doha.
Nel 2022, dopo aver stabilito il record nazionale nel salto in alto al coperto con la misura di 1,27 m, conquista la medaglia d'argento ai Giochi del Sud-est asiatico di Hanoi.

## Record nazionali
- Salto in alto: 1,30 m ( Singapore, 27 aprile 2017)
- Salto in alto indoor: 1,27 m ( Nehvizdy, 30 gennaio 2022)

## Progressione

### Salto in alto
| Stagione | Misura | Luogo        | Data       | Rank. Mond. |
| -------- | ------ | ------------ | ---------- | ----------- |
| 2022     | 2,18 m | Hanoi        | 18-5-2022  |             |
| 2021     | 2,27 m | Tatabánya    | 5-6-2021   |             |
| 2020     | 2,20 m | Sydney       | 22-2-2020  |             |
| 2019     | 2,26 m | Garbsen      | 2-6-2019   |             |
| 2018     | 2,24 m | Sydney       | 4-2-2018   |             |
| 2017     | 2,30 m | Singapore    | 27-4-2017  |             |
| 2016     | 2,29 m | Singapore    | 28-4-2016  |             |
| 2015     | 2,22 m | Canberra     | 7-2-2015   |             |
| 2014     | 2,21 m | Kangar       | 25-6-2014  |             |
| 2013     | 2,20 m | Kuala Lumpur | 20-10-2013 |             |
| 2012     | 2,08 m | Kuala Lumpur | 13-5-2012  |             |
| 2011     | 2,08 m | Krubong      | 15-5-2011  |             |
| 2010     | 2,13 m | Kuala Lumpur | 16-7-2010  |             |

### Salto in alto indoor
| Stagione  | Misura | Luogo    | Data      | Rank. Mond. |
| --------- | ------ | -------- | --------- | ----------- |
| 2021-2022 | 2,27 m | Nehvizdy | 30-1-2022 |             |
| 2020-2021 | 2,20 m | Vienna   | 30-1-2021 |             |
| 2018-2019 | 2,19 m | Chemnitz | 10-2-2019 |             |
| 2013-2014 | 2,10 m | Hangzhou | 16-2-2014 |             |

## Palmarès
| Anno | Manifestazione                    | Sede           | Evento        | Risultato      | Prestazione | Note |
| ---- | --------------------------------- | -------------- | ------------- | -------------- | ----------- | ---- |
| 2013 | Universiadi                       | Kazan'         | Salto in alto | 8º             | 2,15 m      |      |
| 2013 | Giochi della solidarietà islamica | Palembang      | Salto in alto | Bronzo         | 2,18 m      |      |
| 2014 | Campionati asiatici               | Hangzhou       | Salto in alto | 8º             | 2,10 m      |      |
| 2014 | Giochi del Commonwealth           | Glasgow        | Salto in alto | Qualificazioni | 2,06 m      |      |
| 2014 | Giochi asiatici                   | Incheon        | Salto in alto | 14º            | 2,15 m      |      |
| 2015 | Giochi del Sud-est asiatico       | Singapore      | Salto in alto | Oro            | 2,13 m      |      |
| 2015 | Universiadi                       | Gwangju        | Salto in alto | Qualificazioni | 2,00 m      |      |
| 2016 | Giochi olimpici                   | Rio de Janeiro | Salto in alto | Qualificazioni | 2,26 m      |      |
| 2017 | Mondiali                          | Londra         | Salto in alto | Qualificazioni | 2,26 m      |      |
| 2017 | Giochi del Sud-est asiatico       | Kuala Lumpur   | Salto in alto | Oro            | 2,24 m      |      |
| 2018 | Giochi del Commonwealth           | Gold Coast     | Salto in alto | 10º            | 2,18 m      |      |
| 2018 | Giochi asiatici                   | Giacarta       | Salto in alto | 7º             | 2,24 m      |      |
| 2019 | Campionati asiatici               | Doha           | Salto in alto | 6º             | 2,23 m      |      |
| 2022 | Giochi del Sud-est asiatico       | Hanoi          | Salto in alto | Argento        | 2,18 m      |      |
| 2022 | Mondiali                          | Eugene         | Salto in alto | nm (q)         | nm (q)      |      |
| 2022 | Giochi del Commonwealth           | Birmingham     | Salto in alto | 13º            | 2,05 m      |      |

## Campionati nazionali
- 2 volte campione malaysiano assoluto del salto in alto (2013, 2018)

2012
- ai campionati malaysiani assoluti, salto in alto - 2,05 m

2013
- Oro ai campionati malaysiani assoluti, salto in alto - 2,15 m

2014
- Argento ai campionati malaysiani assoluti, salto in alto - 2,21 m

2018
- Oro ai campionati malaysiani assoluti, salto in alto - 2,23 m